# 文章院
文章院（もんじょういん）は、大学寮紀伝道の直曹（講堂及び寄宿舎）。大学寮構内北端の都堂院と同一ともされる。後世においては、代々文章博士を務めた菅原氏・大江氏の大学別曹としての要素も含有した。北堂と呼ばれる講堂とその東西に設置された紀伝曹司（東曹及び西曹）から構成された。

## 歴史
設立の由来については、遣唐使として唐に渡った菅原清公が、唐の昭文館・崇文館を参考にして承和元年（834年）頃に設立したとされているが、文章博士が設置された神亀5年（728年）以後に文章生を収容する宿舎があったとする見方もある。いずれにしても菅原清公が文章博士・大学頭であった時代は文章博士の地位が従来筆頭であった明経博士の上位に立った時期にあたり、その整備が大いに進んだとされている。以後も菅原氏宗家から文章博士を相次いで輩出したため、同院の運営に対する影響が大きかった。昌泰の変後に菅原氏が一時低迷すると、替わって大江氏が文章博士を占めるようになり、文章院への影響力を強めた。平安時代中期以後、西曹は菅原氏、東曹は大江氏の管理下におかれ、そのままそれぞれの氏族の寄宿舎（他氏の大学別曹に相当する）としても機能した。勿論、文章院は公的機関である大学寮直曹であったから、大学別曹を持たない氏族出身者の寄宿舎としても当然用いられたが、管理者である菅原氏・大江氏の博士と強い関係で結ばれて一種の学閥を形成することとなった。院政期に紀伝道の家学化が進むと、それ以外の氏族は排除されるようになり大学寮外に教育の場が移った。治承元年（1177年）の大火によって焼失すると、事実上廃絶した。

## 機能
文章院の構造は中央部に講堂にあたる北堂が置かれ、左右に寄宿舎部分にあたる東曹・西曹が設置されていた。通常は北堂において授業が行われて、東西両曹及び大学院の外の大学別曹から文章生が集まって授業を受けていたとされている。また、関係者のための儀式・宴会も行われた。
当初は学生が東西いずれの曹に属するかという規定は定まっていなかったが、文章生が文章得業生となり対策を受ける際には所属する曹とは反対の曹の文章博士から出題を受けることとなっていたため、当然その頃にはいずれかの曹に属していなければならなかった。これは同じ曹を管理する博士が試験官になった場合に不正が行われる可能性があったためと考えられている。有名な例では、貞観12年（870年）に行われた西曹に属する菅原道真の対策の出題博士は東曹の都良香であった。逆に道真も文章博士就任後、元慶5年（881年）に東曹の三善清行、同7年（883年）には同じく東曹の紀長谷雄の対策に際して出題を行っている。
やがて、菅原・大江氏の分掌支配が確立するにつれて、氏族ごとに所属する曹が固定されるようになっていった。『二中歴』には「儒有七家」として以下の氏が挙げられている（カッコ内は『二中歴』には挙げられていないものの、著名な家を掲げる）。
- 東曹…大江氏・三善氏・紀氏・藤原南家・藤原式家（蔵下麻呂流）・藤原北家（魚名流）・高階氏（都氏・三統氏・小野氏など）
- 西曹…菅原氏・橘氏・藤原式家（清成流）・藤原北家（日野流）（平氏・滋野氏・善滋氏・菅野氏など）

東曹に属する諸家と西曹に属する諸家はそれぞれ連携して自派の勢力拡大に努めた。こうした傾向が学閥化を則し、結果的には他氏族の排除・家学化を促すことになる。